# Mellantjärnen (Brunflo socken, Jämtland)
Mellantjärnen är en sjö i Östersunds kommun i Jämtland och ingår i Indalsälvens huvudavrinningsområde.